# 林瑠奈
林 瑠奈（はやし るな、2003年〈平成15年〉10月2日 - ）は、日本のアイドルであり、女性アイドルグループ乃木坂46のメンバーである。日本大学芸術学部在学中。兵庫県生まれ、神奈川県出身。乃木坂46合同会社所属。

## 略歴
2003年（平成15年）10月2日、兵庫県で生まれる。
2018年（平成30年）8月19日、『坂道合同新規メンバー募集オーディション』に合格。同年11月から12月にかけて、オーディション合格者39名のうち21名の配属先が発表されたが、林を含む残りのメンバーはグループに配属されず、2019年9月から坂道研修生として活動を開始した。
2019年（令和元年）9月7日、坂道研修生の公式サイトがオープンし、プロフィールが掲載された。
2020年（令和2年）2月16日、SHOWROOM配信で乃木坂46への配属が発表された。林は坂道研修生から同時に乃木坂46へ配属となった、黒見明香、佐藤璃果、松尾美佑、弓木奈於と共に、乃木坂46「新4期生」と位置付けられ、2018年から既に4期生として活動していたメンバーら11名に合流する形となった。2月21日から24日にかけてナゴヤドームで開催された乃木坂46「8th YEAR BIRTHDAY LIVE」の最終日において、林ら新4期生のお披露目が行われた。12月1日、寺田蘭世が『日刊スポーツ』で連載していたコラム『らんぜのNEWSがとまらんぜ』の後任として『林瑠奈の負けるな！しょげるな！乗り遅れるな！』を執筆開始。
2021年（令和3年）9月6日よりモバイルメールがスタート。
2022年（令和4年）3月に高校を卒業し、同年4月に大学に進学した。同年11月6日、12月7日発売の乃木坂46の31stシングル『ここにはないもの』での初の選抜入りが発表された。
2023年（令和5年）3月29日に発売された32ndシングル『人は夢を二度見る』に収録されているアンダー楽曲「さざ波は戻らない」では、伊藤理々杏とともにダブルセンターとして初めてのアンダーセンターを務めた。同年5月17日・18日に開催された齋藤飛鳥卒業コンサートを体調不良のため休演した。同年6月10日、学業に専念するため活動を休止することを発表。20歳の誕生日を迎えた同年10月2日、活動再開することを自身の公式ブログで発表した。
2024年（令和6年）1月9日、新成人メンバーの1人として東京・乃木神社を参拝した。この際に奉納した絵馬には、「最初から最後まで勢いよく1年を終えられたら」との願いを込めて、「竜頭竜尾」としたためている。
同年10月31日から配信開始された、8組のオリジナルコンビから最も面白いコンビを決定するお笑いサバイバル番組『THEゴールデンコンビ』（Amazon Prime Video）では、番組サポーターに抜擢され、公式TikTokアカウントも開設された。
同年11月9日、12月11日発売の乃木坂46の37thシングル『歩道橋』での選抜復帰が発表された。
2025年（令和7年）3月18日、大学での活動の一環として自身が監督を務めた映像作品が「第5回TYO学生ムービーアワード」で銅賞を受賞したことを、自身の公式ブログで発表した。

## 人物
愛称は、はやし、るなちゃん、るなぴ、るなちゃま、るなさま、るるる。キャッチフレーズは「負けるな！しょげるな！林瑠奈！今日も一日頑張るなぁ！」。兄弟はおらず一人っ子。チャームポイントは頬、三白眼。
小学生時代はバスケットボールをしていた。また、5歳から中学3年生までボーイスカウトに所属する。中学時代は美術部に所属していたが、顧問と相性が悪く幽霊部員になる。競技かるた会に参加。高校では軽音楽部に所属し、ボーカルを務める。バンド名は「僕の誕生日の二日後」であり、林瑠奈本人が付けたのではないと主張している。
元々乃木坂46などの坂道グループのファンであり、2018年の中学生3年生の時に、「過去にいじめた子を見返したい」「オーディションにいけば可愛い子を見れる」。という理由でオーディションを受ける。SHOWROOM審査では「もやしちゃん」の愛称で親しまれる。オーディションの最終審査ではミオヤマザキの「芸能界」を歌唱。自己アピール審査では「白目になって、レッサーパンダの『ヤスシくん』が動物園から脱走したニュースを中継リポート」という、前代未聞の自己アピールをする。これが審査員の爆笑を誘い注目を集め、オーディション合格者のうち複数媒体から最多のメディア賞を受賞した。このことについて「受かるとは思っていなかったので、もう2度と会わない人たちの前だから何をしても大丈夫だと思っていた」と後日談として語る。
オーディションに合格するも研修生からのスタートとなり、乃木坂46としての配属発表時には「ダンスも歌も未経験なので、自分が貢献できることってなんだろうと考えたときに命を懸けることしか思い浮かばなくて、命を懸けるくらい頑張って成長していきたい」との思いから『命懸ける』の目標を掲げる。
持ち前のアルトボイスを活かした歌唱力に定評があり、2020年開催の4期生ライブでは「自分のこと」をソロ歌唱。2021年5月から2022年3月まで放送されていたぺこぱがMCを務めた4期生番組『乃木坂スター誕生!』（日本テレビ）では相川七瀬、西田ひかる、小林幸子らとコラボ歌唱をし、中森明菜の「少女A」を始めとする複数の楽曲をソロ歌唱。また、2021年11月に行われた『乃木坂46 真夏の全国ツアー2021』東京ドーム公演では「きっかけ」を一節ずつ全員が歌うという演出において歌唱力が求められるサビ前のパートを任せられ、その歌唱力が話題となった。
2022年6月に行われた『乃木坂スター誕生!LIVE』ではソロ歌唱や、代打として山本リンダとのコラボ歌唱を務めて持ち前の歌唱力を発揮し、番組プロデューサーからMVPと称される。

### 性格
お笑い好きな面があって面白いことが好きである。よく自作の一発ギャグを作り、同期や先輩メンバーに披露している。

### 嗜好
好きな食べ物はトマトとオムライス。卵は固焼き派。きのこの山派。好きなアーティストはGLAY、神聖かまってちゃん、ミオヤマザキなど。特にGLAYのライブには度々足を運び、ライブTシャツをたまに着用している。好きなアイドルは私立恵比寿中学、=LOVE、≠ME、乃木坂46、日向坂46、櫻坂46。=LOVEの推しメンは佐々木舞香、≠MEの推しメンは櫻井もも、本田珠由記。劇団四季のサウンドトラックをよく聴いている。好きな声優は水瀬いのり。好きなおでんの具はコンニャクで、味が染みないその反骨精神が好きな理由である。お笑い好きでもあり、好きな芸人はレインボー、ジャルジャル。好きな言葉は「単推しです」。好きなキャラクターはポムポムプリン。好きな動物はゾウ。

### 趣味
趣味は映画、アニメ鑑賞。好きな映画は『素晴らしき日曜日』『Diner ダイナー』。好きなアニメは『ラブライブ!』『ご注文はうさぎですか?』『Another』『僕は友達が少ない』『五等分の花嫁』などその他にも多数。特に「ラブライブ!シリーズ」では、μ'sの東條希、Aqoursの黒澤ルビィを推しキャラとしている。

### 特技
特技は、白目と歌唱、自転車の押し走りで、『乃木坂配信中』にて50メートル走で自転車の押し走りを披露している。自己紹介で積分で884（=はやし）を導く「芸」が受けている。得意料理は卵かけご飯。

### 乃木坂46
推しメンとして挙げる乃木坂46のメンバーは、松村沙友理、能條愛未、堀未央奈、伊藤理々杏、掛橋沙耶香、一ノ瀬美空、五百城茉央（一ノ瀬と五百城は自身の後輩にあたる）。自称一ノ瀬美空最古参。乃木坂46で好きな曲は「孤独な青空」、「Out of the blue」、「君の名は希望」、「立ち直り中」。サイリウムカラーはピンク×ピンク。
乃木坂46として初参加曲は「世界中の隣人よ」、初参加シングルは25th「しあわせの保護色」、初参加4期生楽曲は26th「僕は僕を好きになる」の収録曲「Out of the blue」。乃木坂46としての初ライブは、配信ライブとして開催された『白石麻衣卒業コンサート〜Always besides you〜』。2022年8月に乃木坂軽音部が結成。憧れの先輩として名を挙げていた伊藤理々杏と共に30thシングルに収録されるユニット曲「夢を見る筋肉」にてボーカルを務めている。
32ndシングルアンダー曲「さざ波は戻らない」にて、伊藤理々杏と共にダブルセンターを務めている。
同じ4期生の遠藤さくらとは、2022年の『真夏の全国ツアー2022』を経て「るるる」と呼ばれるほど仲良くなっているが、遠藤推しの矢久保美緒がそれを嫉妬するほどで、『矢久保の部屋』や『乃木坂工事中』（テレビ愛知・テレビ東京）でも触れられている 。

## 作品

### シングル
乃木坂46
- 世界中の隣人よ（2020年5月25日）[51]
- Out of the blue（2021年1月27日、SRCL-11686/7） - EAN 4547366487282。
- 猫舌カモミールティー（2021年6月9日、SRCL-11844） - EAN 4547366507300。
- マシンガンレイン（2021年9月22日、SRCL-11880/1） - EAN 4547366522303。
- 他人のそら似（2021年9月22日、SRCL-11888） - EAN 4547366522334。
- 届かなくたって…（2022年3月23日、SRCL-12104/5） - EAN 4547366549072。
- Under's Love（2022年8月31日、SRCL-12210/8） - EAN 4547366571950。
- ジャンピングジョーカーフラッシュ（2022年8月31日、SRCL-12212/3） - EAN 4547366571967。
- 夢を見る筋肉（2022年8月31日、SRCL-12218） - EAN 4547366571981。
- ここにはないもの（2022年12月7日、SRCL-12330/8） - EAN 4547366590166。
- アトノマツリ（2022年12月7日、SRCL-12334/5） - EAN 4547366590180。
- 甘いエビデンス（2022年12月7日、SRCL-12336/7） - EAN 4547366590203。
- 僕たちのサヨナラ（2023年3月29日、SRCL-12480/8） - EAN 4547366607307。
- さざ波は戻らない（2023年3月29日、SRCL-12486/7） - EAN 4547366607338。
- 思い出が止まらなくなる（2023年12月6日、SRCL-12630/8） - EAN 4547366650990。
- 羊飼いよ（2023年12月6日、SRCL-12732/3） - EAN 4547366651003。
- 車道側（2024年4月10日、SRCL-12850/8） - EAN 4547366669053。
- あと7曲（2024年4月10日、SRCL-12852/3） - EAN 4547366669060。
- 落とし物（2024年8月21日、SRCL-12950/1） - EAN 4547366693973。
- Keep in touch（2024年8月21日、SRCL-12956/7） - EAN 4547366694017。
- 歩道橋（2024年12月11日、SRCL-13070/8） - EAN 4547366716580。
- 雪が降る日にまた会おう（2024年12月11日、SRCL-13076/7） - EAN 4547366716627。
- 懐かしさの先（2025年2月3日）
- ネーブルオレンジ（2025年3月26日、SRCL-13220/8） - EAN 4547366731125。
- 不道徳な夏（2025年7月30日、SRCL-13374/5） - EAN 4547366755992。
- ってかさ（2025年7月30日、SRCL-13376/7） - EAN 4547366756012。

### アルバム
乃木坂46
- Time flies（2021年12月15日、SRCL-12020/30） - EAN 4547366534184。

その他
乃木坂46 cheers 松任谷由実（produced by 小室哲哉）
- ユーミン乾杯!!〜松任谷由実50周年記念コラボベストアルバム〜
  - 「守ってあげたい」（2023年12月20日、UPCH-20663） - EAN 4988031593967[52]。

### 映像作品
- 乃木坂46 8th YEAR BIRTHDAY LIVE 2020.2.21-24 NAGOYA DOME（2020年12月23日） - EAN 4547366482812。
- ノギザカスキッツ 第1巻（2021年1月8日） - EAN 4988021718264, EAN 4988021140508。
- NOGIZAKA46 Mai Shiraishi Graduation Concert 〜Always beside you〜（2021年3月10日） - EAN 4547366491104。
- ノギザカスキッツ 第2巻（2021年4月2日） - EAN 4988021718271, EAN 4988021140515。
- ノギザカスキッツACT2 第1巻（2021年7月30日） - EAN 4988021718608, EAN 4988021140829。
- ノギザカスキッツACT2 第2巻（2021年10月22日） - EAN 4988021718615, EAN 4988021140836。
- 乃木坂スター誕生! 第1巻（2022年1月14日） - EAN 4988021718738, EAN 4988021140980。
- 乃木坂スター誕生! 第2巻（2022年4月22日） - EAN 4988021718745, EAN 4988021140997。
- 乃木坂46 9th YEAR BIRTHDAY LIVE 5DAYS（2022年6月8日） - EAN 4547366541441, EAN 4547366541465。
- 乃木坂スター誕生!2 第1巻（2022年7月22日） - EAN 4988021718974, EAN 4988021141550。
- 乃木坂スター誕生!2 第2巻（2022年10月28日） - EAN 4988021718981, EAN 4988021141567。
- 乃木坂46 真夏の全国ツアー2021 FINAL! IN TOKYO DOME（2022年11月16日） - EAN 4547366576009, EAN 4547366576016。
- 乃木坂46 10th YEAR BIRTHDAY LIVE（2023年2月22日） - EAN 4547366594324, EAN 4547366594447。
- さ〜ゆ〜Ready?さゆりんご軍団ライブ/松村沙友理 卒業コンサート（2023年4月26日）[53]
- 生田絵梨花 卒業コンサート（2023年4月26日）[53]
- 乃木坂46 11th YEAR BIRTHDAY LIVE 5DAYS（2024年2月21日） - EAN 4547366660128, EAN 4547366660135。
- MIZUKI YAMASHITA GRADUATION CONCERT（2024年10月2日） - EAN 4547366701180, EAN 4547366701227。
- 乃木坂46 12th YEAR BIRTHDAY LIVE（2025年2月12日） - EAN 4547366722253。

## 出演

### テレビ番組
- 趣味どきっ! Mr.マリックの誰でもマジック（2022年4月4日 - 5月30日 、NHK Eテレ）[54]
- 小峠英二のなんて美だ!（2022年4月13日 - 5月4日、2024年11月8日 - 15日、TOKYO MX）[注 1][55][56]
- 居間からサイエンス（2022年11月10日 - 11月17日、BSテレ東）[57]
- 東京パソコンクラブ
  - 〜プログラミング女子のゼロからゲーム作り〜（2023年6月3日 - 2025年3月22日、BSテレ東）[58]
  - 〜女子だけのゲーム秘密組織〜（2025年4月5日 - 、テレビ東京[注 2]）[59]

### ネット番組
- 有吉ぃぃeeeee!そうだ!今からお前んチでゲームしない? スピンオフ レトロゲーム 全クリするまで帰れないぃぃeeeee! #1・2（2022年3月27日配信、Paravi）[60]
- 最強新コンビ決定戦 THEゴールデンコンビ（2024年10月31日配信開始、Amazon Prime）[61]

## 書籍

### 連載
- 林瑠奈の負けるな！しょげるな！乗り遅れるな！（2020年12月1日 - 、ニッカンスポーツ・コム）[4]